# Taccarum
Taccarum é um género botânico pertencente à família Araceae.

## Espécies
- Taccarum caudatum
- Taccarum dubium
- Taccarum peregrinum
- Taccarum ulei
- Taccarum variabile